# Pauline Pfeiffer

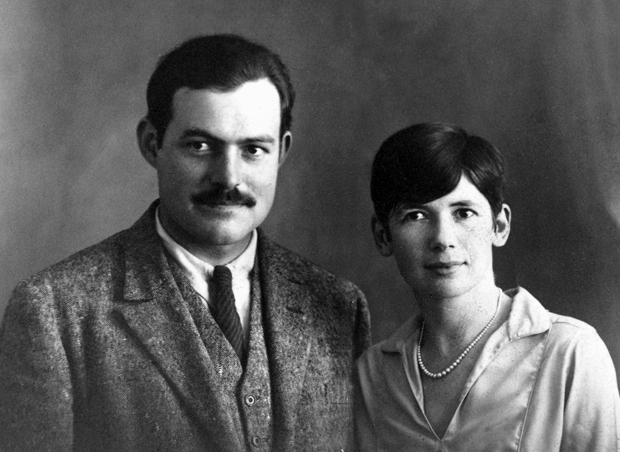
Ernest und Pauline Hemingway in Paris, 1927

Pauline Marie Pfeiffer (* 28. Juli 1895 in Parkersburg, Iowa; † 1. Oktober 1951 in Los Angeles, Kalifornien) war eine amerikanische Journalistin und zweite Ehefrau des Autors Ernest Hemingway.

## Leben
Pfeiffer wurde 1895 in Iowa als Tochter von Paul Pfeiffer, einem Immobilienmakler, und Mary Downey in eine reiche katholische Familie geboren. 1901 zogen sie nach St. Louis. Dort besuchte sie die Visitation Academy of St. Louis. Ihre Familie übersiedelte nach Piggott, Arkansas, während Pauline Pfeiffer an der University of Missouri School of Journalism studierte und 1918 abschloss. Danach arbeitete sie für die Zeitungen Cleveland Press in Cleveland und The Daily Telegraph New York. Später wechselte sie zu den Zeitschriften Vanity Fair und Vogue.
Nachdem sie für die Vogue nach Paris gezogen war, traf sie dort 1925 Ernest Hemingway und seine erste Frau Hadley Richardson. Über Weihnachten und Neujahr besuchte sie die Hemingways im Gefolge von John Dos Passos in Schruns, wo diese nach 1924/25 zum zweiten Mal den Winter verbrachten. Im Frühjahr 1926 wurde Richardson auf die Affäre zwischen Hemingway und Pfeiffer aufmerksam. Im Juli 1926 begleitete Pfeiffer das Paar auf seiner jährlichen Reise nach Pamplona. Nach ihrer Rückkehr nach Paris reichte Richardson die Scheidung ein, die im Januar 1927 offiziell wurde.
Ernest Hemingway heiratete Pfeiffer am 10. Mai 1927. Vor der Heirat war er zum Katholizismus konvertiert. Die anschließenden Flitterwochen verbrachten sie in Le Grau-du-Roi. Ende des Jahres wollte die schwangere Pfeiffer nach Amerika zurückkehren. Dos Passos empfahl Key West, und das Paar verließ Paris im März 1928.
1928 kam in Kansas City ihr Sohn Patrick zur Welt. Hemingway verarbeitete Pfeiffers schwierige Entbindung im Roman In einem anderen Land. Der jüngste Sohn Gregory, später Gloria (1931–2001) wurde ebenfalls in Kansas City geboren. Da Pfeiffer streng katholisch war, unterstützte sie die Nationalisten im spanischen Bürgerkrieg, während Hemingway auf Seiten der Republikaner stand. 1937 begann Hemingway auf einer Reise nach Spanien eine Affäre mit Martha Gellhorn. Am 4. November 1940 wurden Pfeiffer und Hemingway geschieden. Drei Wochen später heiratete er Gellhorn.
Den Rest ihres Lebens verbrachte Pfeiffer in Key West und eröffnete ein Polstergeschäft. Während dieser Zeit reiste sie häufig nach Kalifornien, um ihre Schwester zu besuchen. Sie starb am 1. Oktober 1951 im Saint Vincent Hospital in Los Angeles im Alter von 56 Jahren. Ihr Tod wurde mit einem Schock in Verbindung gebracht, den sie wegen der Verhaftung ihrer Tochter Gloria erlitten hatte. Gloria war transsexuell und festgenommen worden, weil sie die Damentoilette in einem Kino benutzt hatte.